# ميرفت عفيفي
ميرفت عفيفي أو كما عُرفت مسبقًا بميرفت زكريا زكي، ليسانس كلية الآثار - جامعة القاهرة رئيس طاقم مضيفات بشركة مصر للطيران خلال شهر أبريل 2016، حيث لاقت مصرعها في 19 مايو 2016 عقب تحطم مصر للطيران الرحلة 804. بدأت حياتها العملية، برحلة فنية في مسلسل رحلة السيد أبو العلا البشري عام 1985، حيث لعبت دور هالة عوض ابنة كريمة مختار وشقيقة علي الحجار ومحمود الجندي. ولكنها لم تشارك في الجزء الثاني من العمل، وفضلت الالتحاق بعالم الضيافة الجوية بشركة مصر الطيران منذ ما يقرب من 20 عامًا.